# Pernille Harder
Pernille Mosegaard Harder, född den 15 november 1992 i Ikast, är en dansk fotbollsspelare (anfallare) som spelar för tyska laget Bayern München. Hon spelar även för det danska landslaget.

## Klubbkarriär
Harder har spelat 87 allsvenska matcher och gjort 70 mål för Linköping FC. I december 2016 värvades hon av tyska Wolfsburg.. I Wolfsburg gjorde hon 59 mål på 65 Frauen-Bundesliga-matcher. I september 2020 värvades hon, som den dyraste kvinnliga fotbollsspelaren någonsin, till engelska Chelsea.
Den 18 november 2022 drabbades hon av en allvarlig lårskada i landslagstjänstgöring mot Österrike som krävde operation och ställde henne utanför i fem månader. Hon gjorde comeback mot Barcelona i Champions League-semifinalen den 22 april 2023.
Den 1 juni 2023 meddelades att hon skulle flytta till FC Bayern. I november 2023 drabbades hon av en ligamentskada i knät mot Essen, och hon var borta från spel till februari 2024. Hon vann senare mästerskapet och Supercupen för Bayern. 2025 vann de mästerskapet igen och senare cupen.

## Landslagskarriär
Harder var en del av den danska truppen både i EM i Sverige år 2013 och i EM i Nederländerna år 2017. Den 16 september gjorde hon sitt 66:e mål i sin 129:e landskamp och är sedan dess toppskytt för landslaget.

## Privatliv
Pernille Harder har ett förhållande med den svenska landslagsspelaren Magdalena Eriksson sedan maj 2014. De var lagkamrater i Linköping FC  under några år och även i Chelsea, efter Pernilles byte från Wolfsburg till Chelsea i september 2020. 2023 flyttade båda till Bayern München. Den 21 juli 2024 meddelade Pernille att hon var förlovad med Eriksson.